# ジャン＝クロード・トリシェ
ジャン=クロード・トリシェ（Jean-Claude Trichet、1942年12月20日 - ）は、フランスの銀行家。2003年11月1日より、欧州中央銀行総裁を務めた。現在、三極委員会欧州地域議長。

## 経歴
トリシェは1942年にリヨンで生まれ、フランス国立行政学院などで学んだ後、ジスカール・デスタン大統領の補佐官などを歴任し、1993年にフランス銀行総裁に就任。1998年に欧州中央銀行が設立されると、ドイツなどが推すウィム・ドイセンベルクとともに初代総裁候補となり、トリシェを推すフランスとドイツの妥協の結果、本来任期8年の総裁の座を4年後にトリシェに譲ることを条件にドイセンベルクが就任した。その後、2003年10月31日に約束どおりドイセンベルクは辞任し、欧州連合(EU)理事会（首脳会議）で任命されたトリシェが第2代の欧州中央銀行(ECB)総裁に就任した。
2018年春の叙勲で旭日大綬章を受章。2012年より、三極委員会のおける西ヨーロッパ地域議長を務める。

## 著書
- ジャン=クロード・トリシェ、クリスティーヌ・ラガルドほか『混乱の本質』（徳川家広訳、土曜社、2012年）